# Comté de Nevers
 (février 2013).
Si vous disposez d'ouvrages ou d'articles de référence ou si vous connaissez des sites web de qualité traitant du thème abordé ici, merci de compléter l'article en donnant les références utiles à sa vérifiabilité et en les liant à la section « Notes et références ».

Les pagis bourguignons au IXe siècle.

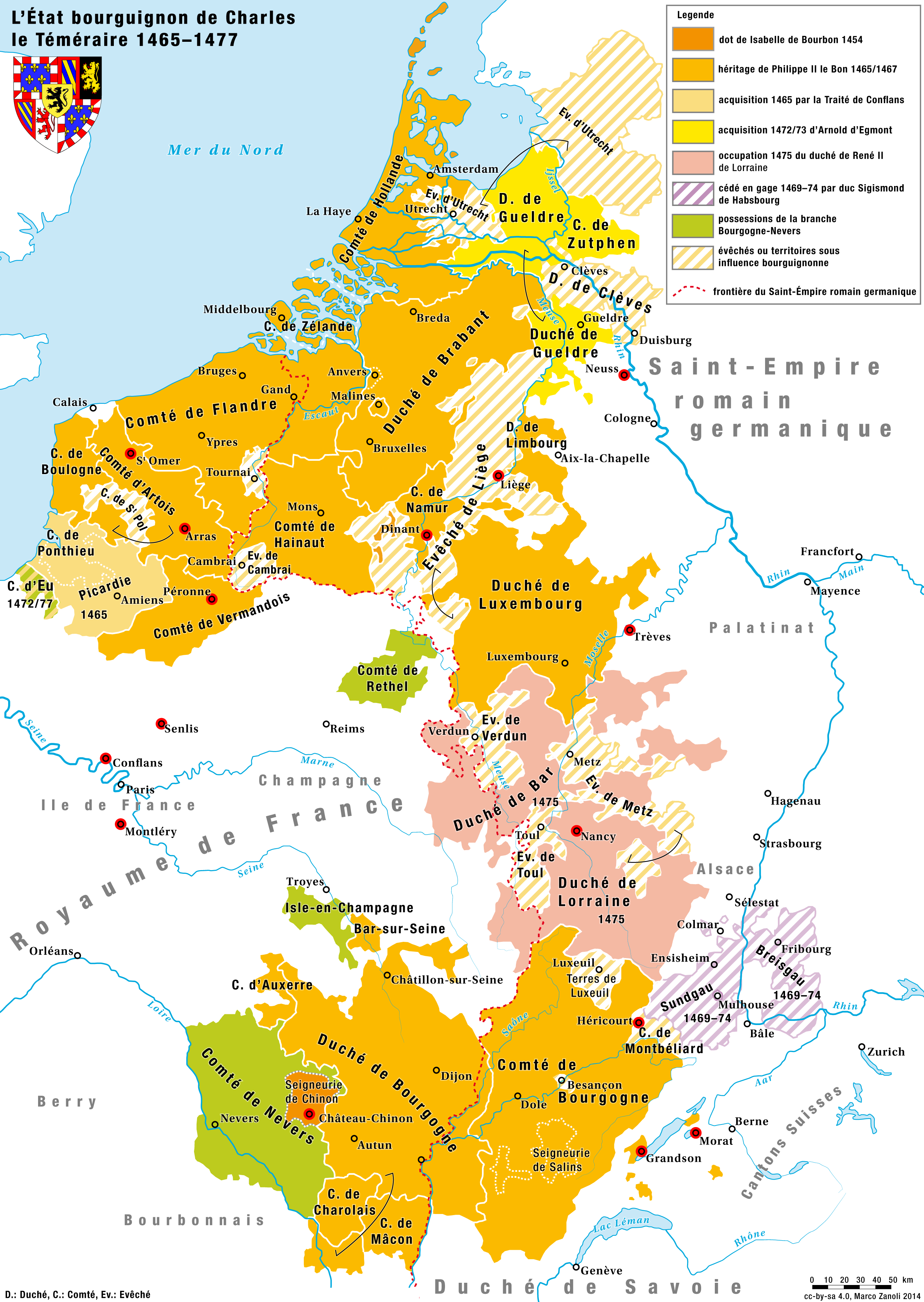
Possessions des ducs de Bourgogne (orange) et des comtes de Nevers (vert clair) en 1477.

Le comté de Nevers est un comté historique au centre de la France. Sa principale ville était Nevers. Il correspond sensiblement à l'ancienne province du Nivernais et au département moderne de la Nièvre.

## Histoire
Le comté date approximativement du début du Xe siècle, d'abord comme une marche militaire entre l'Aquitaine et la Bourgogne. Il a été, avec le duc Henri Ier de Bourgogne et son épouse la comtesse Gerberge (en), associé au duché de Bourgogne voisin. Après 990, s’installent des comtes de Nevers de façon héréditaire.
En 1032, le comté de Nevers est joint au comté d'Auxerre mais entre en conflit rapidement avec l'évêque d'Auxerre. Son premier titulaire est Renaud Ier de Nevers.
Les comtes de Nevers et leurs vassaux, les Courtenay, les Châtillon, les Forez, les Donzy, se distinguent pendant les croisades. Yolande de Châtillon, héritière du comté, accompagne son époux à la septième croisade. Il en reste des lieux-dits comme le faubourg de Bethléem à Clamecy. Les Hospitaliers de Saint-Jean avaient une commanderie au Feuilloux et les Chevaliers teutoniques à Beauvoir, avec des terres en partie cédées par la noblesse nivernaise.
Nevers passe sous la domination des comtes de Flandre au XIVe siècle et, à partir de là, devient possession de Philippe II le Hardi, duc de Bourgogne, qui réunit brièvement les deux terres. Philippe de Bourgogne, le plus jeune fils de Philippe le Hardi, reçoit le comté de Nevers. Il passe après sa mort à une branche cadette des ducs de Clèves. À partir de 1521, les dirigeants de Nevers sont appelés ducs de Nivernais.
En 1565-1566, Henriette de Clèves, héritière du duché, épouse Louis de Gonzague, fils cadet du duc de Mantoue. Leurs vastes domaines, auxquels s'ajoute le comté puis duché de Rethel, les placent parmi les premiers noms de la noblesse française après les princes du sang. Lourdement endettés pour tenir leur rang, restés catholiques pendant les guerres de Religion, ils parviennent à maintenir leur position par leur fidélité au roi et conservent des droits féodaux étendus au moins jusqu'au début du XVIIe siècle. Les Gonzague-Nevers sont au centre des intrigues européennes : Charles, fils de Louis de Gonzague-Nevers, hérite du duché italien et fait prévaloir ses droits, avec le soutien de Louis XIII, dans la guerre de Succession de Mantoue. Deux Nivernaises, Louise-Marie de Gonzague puis Marie-Casimire de La Grange d'Arquien, deviennent par mariage reines de Pologne..
Le cardinal Mazarin obtient de Louis XIV le transfert du duché à son neveu Philippe de la famille Mancini. La seigneurie survit jusqu'à la Révolution française, le dernier duc étant Louis-Jules Mancini-Mazarini qui perd son titre à la Révolution mais survit à la Terreur pour mourir de cause naturelle en 1798.
|                             |
| Blason des comtes de Nevers |

|                                                             |
| Palais des comtes puis ducs de Nevers au XVe – XVIe siècle. |

|                                                                  |
| Portrait de Louis-Jules Mancini-Mazarini, dernier duc de Nevers. |

## Annexe